# Máme rádi Česko
Máme rádi Česko je česká vědomostní show TV Prima, která se představila 7. dubna 2013. Show vytvořil v roce 2008 Holanďan John de Mol, který stojí za velmi úspěšnými světovými soutěžemi jako je Big Brother, Hlas apod. V této show se utkají dva týmy pod vedením dvou kapitánů, kteří jsou testování v znalostech o Česku. Soutěžní týmy jsou složeny z českých celebrit. Show pochází z originální show I Love My Country.
Tento formát show již byl v roce 2008 představen TV Nova, která ji odvysílala pod názvem I love Česko.

## Vysílání
| Řada | Díly   | Premiéra           | Premiéra          |
| Řada | Díly   | První díl          | Poslední díl      |
| ---- | ------ | ------------------ | ----------------- |
| 1    | 8      | 7. dubna 2013      | 26. května 2013   |
| 2    | 8      | 25. ledna 2014     | 15. března 2014   |
| 3    | 8      | 14. března 2015    | 30. května 2015   |
| 4    | 12     | 6. února 2016      | 26. června 2016   |
| 5    | 8      | 22. dubna 2017     | 10. června 2017   |
| 6    | 10     | 25. února 2018     | 29. dubna 2018    |
| 7    | 10     | 8. února 2019      | 12. dubna 2019    |
| 8    | 12     | 8. prosince 2019   | 16. října 2020    |
| 9    | 15 + 1 | 5. března 2021     | 11. června 2021   |
| 10   | 15 + 1 | 18. února 2022     | 27. května 2022   |
| 11   | 7      | 11. listopadu 2022 | 23. prosince 2022 |
| 12   | 12 + 1 | 17. února 2023     | 5. května 2023    |
| 13   | 10     | 1. září 2023       | 22. prosince 2023 |
| 14   | 17 + 1 | 9. února 2024      | 20. prosince 2024 |
| 15   | 12     | 7. února 2025      | 25. dubna 2025    |
| 16   | 10     | 29. srpna 2025     | bude oznámeno     |

## Účinkující
| Účinkující            | Účinkuje jako          | Řada | Řada | Řada | Řada | Řada | Řada | Řada | Řada | Řada | Řada | Řada | Řada | Řada | Řada | Řada | Řada |
| Účinkující            | Účinkuje jako          | 1    | 2    | 3    | 4    | 5    | 6    | 7    | 8    | 9    | 10   | 11   | 12   | 13   | 14   | 15   | 16   |
| --------------------- | ---------------------- | ---- | ---- | ---- | ---- | ---- | ---- | ---- | ---- | ---- | ---- | ---- | ---- | ---- | ---- | ---- | ---- |
| Libor Bouček          | moderátor              |      |      |      |      |      |      |      |      |      |      |      |      |      |      |      |      |
| Jakub Prachař         | kapitán týmu (červení) |      |      |      |      |      |      |      |      |      |      |      |      |      |      |      |      |
| Lou Fanánek Hágen     | kapitán týmu (bílí)    |      |      |      |      |      |      |      |      |      |      |      |      |      |      |      |      |
| Martin Dejdar         | kapitán týmu (bílí)    |      |      |      |      |      |      |      |      |      |      |      |      |      |      |      |      |
| Jan Dolanský          | kapitán týmu (bílí)    |      |      |      |      |      |      |      |      |      |      |      |      |      |      |      |      |
| Vojtěch Kotek         | kapitán týmu (bílí)    |      |      |      |      |      |      |      |      |      |      |      |      |      |      |      |      |
| Boom!Band J. Dvořáka  | hudební doprovod       |      |      |      |      |      |      |      |      |      |      |      |      |      |      |      |      |
| Maxiband Jana Maxiána | hudební doprovod       |      |      |      |      |      |      |      |      |      |      |      |      |      |      |      |      |

## Formát
Účinkující jsou rozděleni do dvou týmů. Každý tým označený barvou má své kapitány. Pro každou vysílanou epizodu je složení celebrit v týmu jiné. Pouze kapitáni se (během řady) nemění.
Cílem hry je získat pro svůj tým, co nejvíce bodů v jednotlivých disciplínách. Soutěžící musí pátrat ve znalostech z historie, zeměpisu, kultury, sportu, filmové i hudební branže, ale i všeobecného přehledu o Česku. Musí například poznávat filmové nebo hudební ukázky, rozkrývat identity známých českých osobností, kreslit na průsvitnou tabuli, umísťovat zeměpisné pojmy na slepou mapu apod. Finální disciplínou je odhadování tří statistických údajů o Česku, kde o získaných bodech rozhoduje kolo štěstí. Na kole lze vytočit více bodů, než šlo nasbírat do té doby (nebo dokonce je možné přijít o všechny nasbírané body), což může naprosto převrátit dosavadní průběh hry. 
Hlavní cenou pro vítězný tým je nějaká typicky česká věc nebo pokrm a od deváté řady nově i desková hra.
Původní formát I Love My Country holandské produkční společnosti Talpa se vysílal již ve více než 25 zemích světa. Po Velké Británii, Itálii, Polsku, Francii, Německu, Švédsku, Dánsku, Číně dorazil i do Česka a prakticky současně i na Slovensko (tam pod názvem Milujem Slovensko).

## Disciplíny
- Filmový archiv – nejprve hádají soutěžící a potom kapitáni. Soutěží dva stojící proti sobě. Jim je puštěná ukázka z nějakého filmu a pak musí správně na otázku odpovědět. Musí stisknout bzučák před sebou. Tým může získat dohromady 8 bodů. Od 1. řady.

- Grilování – kapitán se postaví doprostřed studia. Moderátor mu pak 90 sekund bude klást otázky, ale kapitán nesmí říct ano, ne nebo hmm a odpovědět musí do 2 sekund. Po třech chybách prohrál. Objevilo se zatím pouze v 1. řadě.

- Krabice – soutěžící si na střídačku sednou kolem stolu – kapitáni jsou vedle moderátora. Začíná druhý soutěžící po moderátorově levici. Krabice se zbaví tak, že odpovídají správně. Po uplynutí času krabice vybuchne. Tým, kterému nevybuchne, získá body za svůj tým. Od 1. řady.

- Seznam – soutěžící dostanou otázku z referenda. Musí v dvouminutovém intervalu jmenovat tolik slov, o kolik se staví. Tým, který má méně bodů je vyzyvatelem. Stanoví, např. že uhodne sedm pořadí z 10. Pokud druhý tým řekne, že by dal méně, hádá vyzyvatelský tým, pokud více, tak soutěží druhý tým. Pokud nestihnou uhodnout daný počet, všechny body jdou druhému týmu. Od 1. řady.

- Sportovní archiv – stejná pravidla jako při filmovém archivu. Objevil se zatím pouze v 1. řadě.

- Kartičky – kapitán musí za 2 minuty popsat co nejvíce osobností, míst, jídel, věcí apod. Tým musí uhodnout co nejvíce. Za každou správnou odpověď je bod. V některých dílech musí kapitán popsat danou věc týmu jen pomocí pantomimy. Od 1. řady.

- Tichá pošta – první soutěžící dostane text, který přečte druhému. On ho potom podá dál, až se zpráva dostane ke kapitánovi. Ten pak musí převyprávět příběh, jak se k němu dostal a musí říct co nejvíce vyznačených tučných slov. Od 1. řady.

- Uhodni písničku – tým musí uhodnout podle hudební ukázky, obrázku nebo textu název skladby, a pokud nejde o lidovou písničku i interpreta. Od 1. řady.

- Slepá mapa – tým musí na mapě Česka správně umístit hokejku na místo, které museli uhodnout. Získat mohou 3 body za první tři. Za poslední pojem 4 body. Od 1. řady.

- Kreslení – jeden soutěžící musí nakreslit na tabuli fixem za 90 sekund tři věci, které má napsané na kartičce a tým jich musí uhodnout. Pokud tým uhodne všechny tři věci, získává dohromady 15 bodů. Od 1. řady.

- Kdo já jsem – jeden tým si myslí nějakou osobnost nebo věc. Druhý tým se ptá, např. Jsem muž? Jsem zpěvák? Druhý tým má na uhodnutí osobnosti nebo věci 90 sekund. Pokud druhý tým osobnost nebo věc uhodne, získává 10 bodů. Od 1. řady.

- Pomíchané osobnosti – na fotografii se zobrazí dva smíchané obličeje českých osobností. Tým musí uhodnout, které se na fotografii skrývají. Pokud uhodnou obě osobnosti, tým získá 4 body. Od 1. řady.

- Přesmyčka – soutěžící musí uhodnout slovo, které se ukrývá v přesmyčce. Za uhodnutí jsou 2 body. Od 8. řady.

- Kasa – moderátor přijde k pokladně uprostřed studia. Zde začne na pult dávat věci. Soutěžící si musí zapamatovat co nejvíce věcí. Pokud soutěžící řekne věc, která už zazněla nebo neví, vypadává. Vyhrává ten tým, kterému zbude nějaká osoba a získává počet bodů. Od 8. řady.

## I love Česko
I love Česko je taktéž vědomostní show, kterou ale v roce 2008 představila TV Nova. Show tehdy moderovala Halina Pawlowská a kapitáni dvou týmů byli Milan Šteindler a Jan Šťastný. Show byla na TV Nova odvysílaná jako jednodílná a s pokračováním se nepočítalo. Premiéra proběhla 25. října 2008. Týmy byly složeny takto:
| Epizoda | Tým Milana Šteindlera                    | Tým Jana Šťastného                        | Vítězný tým | Premiéra       |
| ------- | ---------------------------------------- | ----------------------------------------- | ----------- | -------------- |
| 1       | Taťána Kuchařová Aleš Valenta Petr Janda | Lucie Vondráčková Lukáš Bauer Sagvan Tofi | ?           | 25. října 2008 |

## WeLoveTV
Na Světový den televize vznikl pořad WeLoveTV kde se utkali týmy FTV Prima a TV Nova.
| Epizoda | Tým Marka Singera (Prima)                  | Tým Daniela Grunta (Nova)              | Vítězný tým |
| ------- | ------------------------------------------ | -------------------------------------- | ----------- |
| 1       | Jakub Prachař Martin Nováček Lenka Hornová | Aleš Háma Petra Pipková Michal Reitler | Nova        |